# Vendelín Grünwald

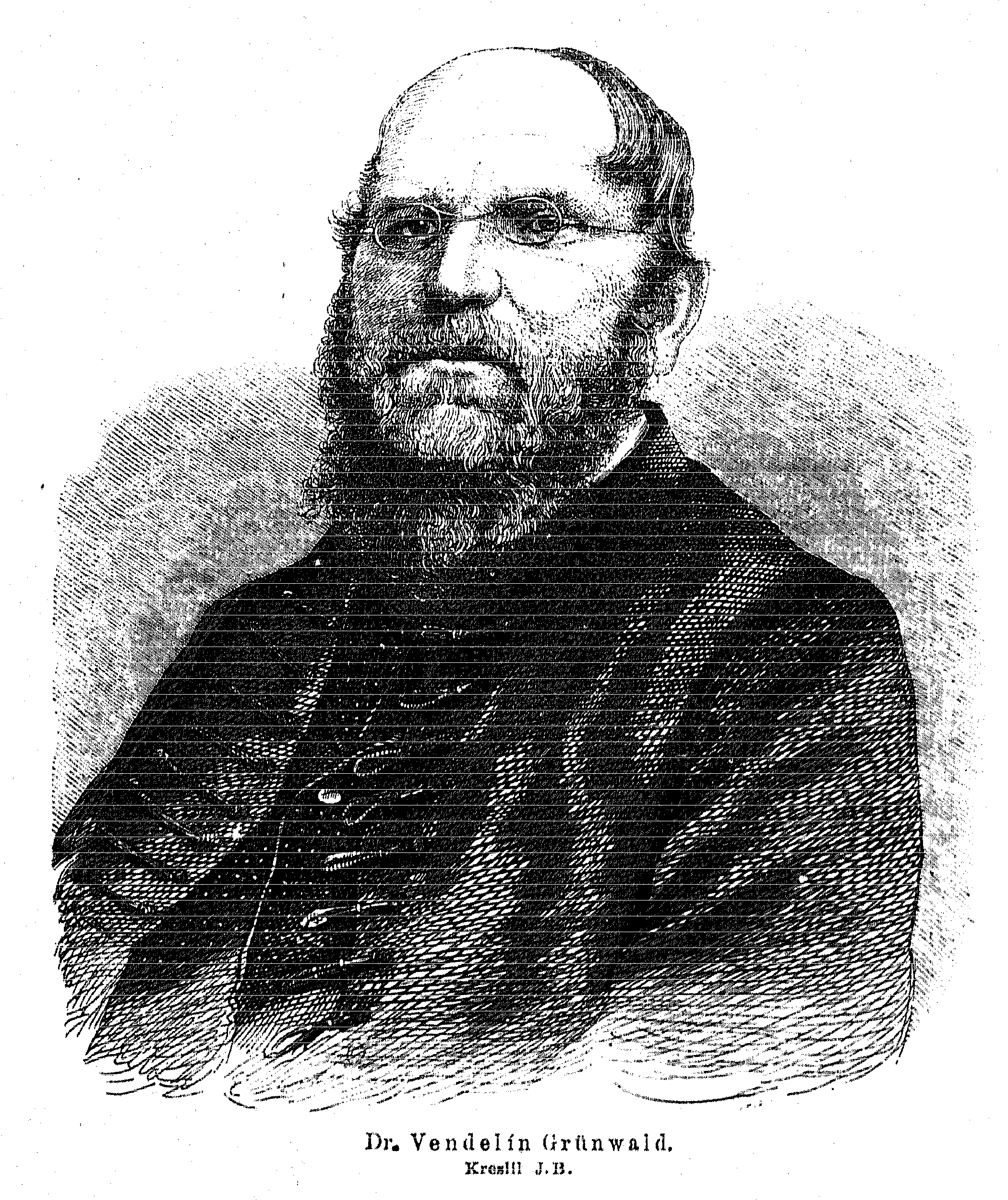
Vendelín Grünwald (1868)

Vendelín Grünwald (* 19. Oktober 1812 in Dolní Břežany; † 23. Mai 1885 in Prag) war ein böhmisch-tschechischer Jurist und Abgeordneter.

## Leben
Grünwald studierte am Prager Gymnasium, danach Philosophie an der Karls-Universität Prag und schließlich Recht an der Universität Wien. In Wien wurde er einer der führenden Persönlichkeiten der böhmischen Aufklärer. Nach seiner Promotion zum Doktor der Rechte, eröffnete er zunächst eine Rechtsanwaltspraxis. Als nach dem Aufstand 1848 in Böhmen größere Freiheiten gewährt wurden, habilitierte er in an Prager Universität im Bürgerlichen Recht und in Tschechischer Sprache. Trotz seiner guten Ergebnisse und Erfolge, konnte Grünwald wegen seiner allzu patriotischen Einstellung nicht mit einer Professur rechnen. Er eröffnete daraufhin 1854 in Budweis erneut eine Praxis und kämpfte auch hier für die Verbreitung der tschechischen Sprache und den Nationalgedanken. 1861 bestimmten die Wähler aus Wittingau, Lischau und Moldautein ihn zum Abgeordneten des tschechischen Parlaments. Von dort wurde er einstimmig in den Wiener Reichsrat gewählt. Neben seiner politischen Karriere in der Opposition sorgte er für die Gründung von Schulen und tschechischen Vereinen in seinem Wahlbezirk. So ist ihm neben Bischof Jan Valerián Jirsík das Verdienst für die Errichtung des Gymnasiums in Budweis zuzuschreiben. 1883 folgte durch das tschechische Parlament die Wahl zum Direktor der Hypothekenbank. Diese Funktion erforderte seine dauernde Anwesenheit in der Hauptstadt. Er legte seinen Abgeordnetenposten nieder und siedelte nach Prag-Smíchov um.

## Schriften
In der Zeit als Dozent schrieb er ein Sachbuch über das Ehe- und Erbrecht. Kleinere Beiträge publizierte er in der Zeitschrift des Tschechischen Museum und in Wagners Zeitschrift für österr. Rechtsgelehrsamkeit.